# إيفانهوي (فلم)
إيفانهوي (بالإنجليزية: Ivanhoe) هو فيلم مغامرة تم إنتاجه في الولايات المتحدة وصدر في سنة 1952.

## الميزانية والإيرادات
بلغت تكلفة إنتاج الفيلم حوالي 3,842,000 دولار بينما حقق أرباحا تقدر بـ 10,878,000 دولار.

### ترشيحات وجوائز
| السنة | الحدث  | الفئة     | النتيجة |
| ----- | ------ | --------- | ------- |
|       | أوسكار | أفضل فيلم | ترشـيـح |

## وصلات خارجية
- مقالات تستعمل روابط فنية بلا صلة مع ويكي بيانات